# Church Eaton
Church Eaton är en ort och civil parish i Storbritannien.   Den ligger i grevskapet Staffordshire och riksdelen England, i den södra delen av landet, 200 km nordväst om huvudstaden London. Church Eaton ligger 93 meter över havet och antalet invånare är 628.
Terrängen runt Church Eaton är platt. Runt Church Eaton är det tätbefolkat, med 257 invånare per kvadratkilometer. Närmaste större samhälle är Telford, 17,2 km sydväst om Church Eaton. Trakten runt Church Eaton består i huvudsak av gräsmarker.